# TFF 1. Lig 2016-2017
La TFF 1. Lig 2016-2017 è la 16ª edizione della TFF 1. Lig, la seconda serie del campionato turco di calcio. Il campionato è iniziato il 23 agosto 2016 e si è chiuso il 22 maggio 2017.

## Formula
Le 19 squadre si affrontano in un girone di andata e ritorno per un totale di 34 partite.
Le prime due classificate verranno promosse in Süper Lig.
Le ultime tre sono retrocesse in TFF 2. Lig, la serie C turca.

## Squadre partecipanti

### Squadre 2016-2017
Di seguito le squadre che partecipano alla stagione 2016-2017:
| Club             | Città     | Stadio                    | Stagione 2015-2016                  |
| ---------------- | --------- | ------------------------- | ----------------------------------- |
| Adana Demirspor  | Adana     | Adana 5 Ocak Stadium      | 4 posto                             |
| Altınordu        | Smirne    | DYO Alsancak Stadyumu     | 10 posto                            |
| Balıkesirspor    | Balıkesir | Stadio Atatürk            | 6 posto                             |
| Bandırmaspor     | Bandirma  | Stadio 17 settembre       | vincitore dei playoff di TFF 2. Lig |
| Boluspor         | Bolu      | Bolu Atatürk Stadyumu     | 12 posto                            |
| Denizlispor      | Denizli   | Stadio Atatürk di Denizli | 15 posto                            |
| Elazığspor       | Elâzığ    | Stadio Atatürk            | 5 posto                             |
| Eskişehirspor    | Eskişehir | Eskişehir Yeni Stadyumu   | 17 posto Süper Lig                  |
| Gaziantep        | Gaziantep | Kamil Ocak Stadyumu       | 8 posto                             |
| Giresunspor      | Giresun   | Stadio Cotanak            | 7 posto                             |
| Göztepe          | Smirne    | Stadio Gürsel Aksel       | 13 posto                            |
| Manisaspor       | Karabük   | Stadio 19 maggio          | 1 posto TFF 2. Lig                  |
| Mersin İ. Yurdu  | Mersin    | Stadio Nuovo Mersin       | 18 posto Süper Lig                  |
| Samsunspor       | Samsun    | Samsun 19 Mayıs           | 9 posto                             |
| Şanlıurfaspor    | Şanlıurfa | Sanliurfa Stadyumu        | 14 posto                            |
| Sivasspor        | Sivas     | Yeni 4 Eylül Stadyumu     | 16 posto Süper Lig                  |
| Ümraniyespor     | Istanbul  | Stadio Municipale         | 1 posto TFF 2. Lig                  |
| Yeni Malatyaspor | Malatya   | Stadio nuovo di Malatya   | 11 posto                            |

## Classifica
|  | Pos. | Squadra              | Pt | G  | V  | N  | P  | GF | GS | DR  |
|  | ---- | -------------------- | -- | -- | -- | -- | -- | -- | -- | --- |
|  | 1.   | Sivasspor            | 62 | 34 | 17 | 11 | 6  | 51 | 27 | +24 |
|  | 2.   | Yeni Malatyaspor     | 61 | 34 | 18 | 7  | 9  | 47 | 40 | +7  |
|  | 3.   | Eskişehirspor (-3)   | 56 | 34 | 16 | 11 | 7  | 62 | 44 | +18 |
|  | 4.   | Boluspor             | 54 | 34 | 16 | 6  | 12 | 56 | 53 | +3  |
|  | 5.   | Göztepe              | 53 | 34 | 15 | 8  | 11 | 55 | 51 | +4  |
|  | 6.   | Giresunspor          | 53 | 34 | 15 | 8  | 11 | 40 | 34 | +6  |
|  | 7.   | Altınordu            | 53 | 34 | 14 | 11 | 9  | 45 | 37 | +8  |
|  | 8.   | Ümraniyespor         | 48 | 34 | 12 | 12 | 10 | 42 | 38 | +4  |
|  | 9.   | Balıkesirspor        | 42 | 34 | 10 | 12 | 12 | 56 | 48 | +8  |
|  | 10.  | Elazığspor (-6)      | 41 | 34 | 12 | 11 | 11 | 43 | 35 | +8  |
|  | 11.  | Denizlispor (-3)     | 40 | 34 | 11 | 10 | 13 | 46 | 45 | +1  |
|  | 12.  | Manisaspor (-3)      | 39 | 34 | 11 | 9  | 14 | 47 | 53 | -6  |
|  | 13.  | Gaziantep            | 37 | 34 | 9  | 10 | 15 | 37 | 46 | -9  |
|  | 14.  | Adana Demirspor (-3) | 36 | 34 | 8  | 15 | 11 | 47 | 51 | -4  |
|  | 15.  | Samsunspor           | 36 | 34 | 9  | 9  | 16 | 27 | 46 | -19 |
|  | 16.  | Şanlıurfaspor        | 36 | 34 | 9  | 9  | 16 | 38 | 46 | -8  |
|  | 17.  | Bandırmaspor         | 35 | 34 | 9  | 8  | 17 | 43 | 52 | -9  |
|  | 18.  | Mersin İ. Yurdu (-3) | 25 | 34 | 6  | 11 | 17 | 35 | 71 | -36 |

Legenda:

      Promosse in Süper Lig 2017-2018
 Ammessa ai Play-off
      Retrocessa in TFF 2. Lig 2017-2018

Regolamento:
Tre punti a vittoria, uno a pareggio, zero a sconfitta.

Note:
L'Eskişehirspor ha scontato 3 punti di penalizzazione.
L'Elazigspor ha scontato 6 punti di penalizzazione.
Il Denizlispor ha scontato 3 punti di penalizzazione.
Il Manisaspor ha scontato 3 punti di penalizzazione.
L'Adana Demirspor ha scontato 3 punti di penalizzazione.
Il Mersin Idman Yurdu ha scontato 3 punti di penalizzazione.

## Verdetti

### Promosse in Super Lig
- Sivasspor
- Yeni Malatyaspor
- Göztepe

### Retrocesse in TFF 2.lig
- Şanlıurfaspor
- Bandırmaspor
- Mersin İ. Yurdu